# ジュゼッペ・ヴィタリ
ジュゼッペ・ヴィタリ（伊: Giuseppe Vitali、1875年8月26日 – 1932年2月29日
）は、イタリアの数学者。 解析学の諸分野で活躍した。ヴィタリ集合、ヴィタリの被覆定理など、彼の名を冠する定理が数多く存在する。

## 経歴
5人兄弟の長男に生まれた。父ドメニコ・ヴィタリ（Domenico Vitali）はラヴェンナの鉄道会社従業員で、母ゼノビア・カサディオ（Zenobia Casadio）は在宅して子どもの面倒を見た。
1886年にラヴェンナで初等教育を終え、その後の3年間をラヴェンナの後期中等学校（Ginnasio）で過ごした。
1889年に学校の最終試験で平均的な成績を取って卒業した後、ラヴェンナのダンテ・アリギエーリ高等学校に進学した。ここでヴィタリの数学教師ジュゼッペ・ノンニ（Giuseppe Nonni）はいち早く若かりしヴィタリの潜在能力を見抜いた。1895年6月28日、ノンニはドメニコ・ヴィタリに手紙を書き、ジュゼッペ・ヴィタリに数学を更に勉強する許可を出すよう求めた。
ピサ高等師範学校を卒業して1899年にピサ大学へ進学した。学問の世界に参入する以前に彼は2年の間大学で助手を務めた。1901年から1922年まで、サッサリとヴォゲーラの中等学校で教職に就いた。1904年からはジェノヴァのクリストファー・コロンバス高校で教師を勤めたこともあった。また、この期間に彼はイタリア社会党会員と関係を繋いだが、1922年のファシストによる強制解散により交流は途絶えた。このころのヴィタリの解析学の追求心は、彼を社会からの孤立に追いやった。1923年、モデナ・レッジョ・エミリア大学の微分積分学教授職を得た。1924年から1925年まではパドヴァ大学、1930年からはボローニャ大学でも教壇に立った。 1928年にボローニャで開催されたICMにて、ヴィタリは Rapporti inattesi su alcuni rami della matematica （数学の諸分野の予想外な関係性）を講演した。
1926年からヴィタリは病気を悪化させ、論文執筆ができなくなるほどまで腕が麻痺してしまった。にもかかわらず没前4年間の内の約半数の研究論文は彼自身の手で書かれた。
1932年2月29日、ヴィタリはボローニャ大学で講義を行い、エットーレ・ボルトロッティと会話を弾ませながら歩いていた際、道で転倒して帰らぬ人となった。享年56。
ヴィタリは生涯にわたって、顕著な数学の書籍を出版したが、最も重要なものは20世紀の最初の8年間の中で発表された。
1928年にトリノ科学アカデミー、1930年にアッカデーミア・デイ・リンチェイ、1931年にボローニャアカデミーがヴィタリを表彰した。

## 数学への貢献
1905年、ヴィタリは実数の非可測集合を与えることに初めて成功した。この集合は現在ヴィタリ集合と呼ばれる。ヴィタリの被覆定理は、測度論における基本的な結果である。他にも可測関数や正則関数の数列の収束における定理も発見している。このヴィタリの収束定理はルベーグの優収束定理を一般化したものである。開領域における正則関数の数列の一様収束の十分条件に関する定理にも彼の名がつけられている。この結果は、有理型関数、正則関数、一部の多変数複素関数などに一般化された。
晩年のヴィタリは絶対微分学とヒルベルト空間における幾何学を研究した。

## 主な作品
ヴィタリの83の数学論文のうち35本、大学課程での講義メモの一部、ヒルベルト空間幾何学の書籍、同時代の数学者との延べ300の手紙の内100通をまとめた書籍が1984年に出版されている（Vitali (1984)）。
- Vitali, Giuseppe (1908) [17 December 1907], “Sui gruppi di punti e sulle funzioni di variabili reali” (イタリア語), Atti dell'Accademia delle Scienze di Torino 43:  75–92, JFM 39.0101.05. Vitali covering theoremの最初の証明が書かれた論文。
- Vitali, Giuseppe (December 1917), “Eugenio Elia Levi” (イタリア語), Bollettino della Mathesis 9:  86–89.
- Vitali, Giuseppe (1984), Opere sull'analisi reale e complessa – Carteggio, Opere dei Grandi Matematici Italiani, Firenze: Edizioni Cremonese （Unione Matematica Italiana 販売）, pp. XII+524, MR0777329, Zbl 0578.01033.